# Laurent Chambertin
Laurent Chambertin est un ancien joueur français de volley-ball né le 29 septembre 1966 à Dijon (Côte-d'Or). Il mesure 1,91 m et jouait passeur. Il totalise 350 sélections en équipe de France.
En 2016, il commente les matchs de volley des Jeux olympiques de Rio avec Bruno Poulain sur Canal+. Durant les Jeux olympiques 2020 à Tokyo, il est consultant pour Eurosport.
Il coache aujourd'hui la dimension mentale de la haute performance sportive. Il a travaillé avec l'Équipe de France de boxe pour les JO Tokyo 2020. Il coache aujourd'hui la dimension mentale de l'équipe de France de natation artistique et de l'équipe de France de BMX pour les Jeux olympiques de Paris 2024. 
Laurent Chambertin est intégré à l'Unité d'Accompagnement à la Performance de l'INSEP et collabore également avec l'Agence nationale du sport.
Sa fille, Djazz Chambertin, est une internationale de handball.

## Clubs
| Club           | De           | À            |
| -------------- | ------------ | ------------ |
| Grenoble UC    | 1985-1986    | 1988-1989    |
| AS Cannes      | 1989-1990    | 1995-1996    |
| Area Ravenne   | 1996-1997    | 1997-1998    |
| Playa Catane   | 1998-03/1999 | 1998-03/1999 |
| Stade Poitevin | mars 1999    | 2002-2003    |
| GFCO Ajaccio   | 2003-2004    | 2004-2005    |

## Palmarès

### En club
- Coupe de la CEV (1)
  - Vainqueur : 1997
- Championnat de France (5)
  - Vainqueur : 1990, 1991, 1994, 1995, 1999
  - Vice-champion de France : 1987, 1989, 1993, 2000
- Coupe de France (3)
  - Vainqueur : 1993, 1995, 2002
  - Finaliste : 1987, 1989, 1991, 1992, 1996,  2003

### Parcours en sélection
- Jeux olympiques
  - 1992 : 11e
- Championnat du monde
  - 1990 : 8e
- Championnat d'Europe
  - 1989 : 5e
  - 1991 : 9e
  - 1993 : 9e
  - 1997 : 4e
  - 1999 : 6e
  - 2001 : 7e